# Campionati mondiali di sollevamento pesi 1923
I Campionati mondiali di sollevamento pesi 1923, 22ª edizione della manifestazione, si svolsero a Vienna l'8 e il 9 settembre 1923.

## Titoli in palio
| Categoria            | Eventi        |
| -------------------- | ------------- |
| Pesi piuma           | 60 kg         |
| Pesi leggeri         | 67.5 kg       |
| Pesi medi            | 75 kg         |
| Pesi massimi leggeri | 82.5 kg       |
| Pesi massimi         | Oltre 82.5 kg |

## Risultati
Ai campionati parteciparono 76 atleti rappresentanti di 7 nazioni. Austria, Cecoslovacchia, Germania e Lettonia entrarono nel medagliere. È il primo campionato del quale si dispongono dei risultati completi.
| Evento        | Oro             | Oro   | Argento           | Argento | Bronzo          | Bronzo |
| ------------- | --------------- | ----- | ----------------- | ------- | --------------- | ------ |
| 60 kg         | Andreas Stadler | 330,0 | Wilhelm Rosinek   | 315,0   | Emil Kliment    | 307,5  |
| 67.5 kg       | Rudolf Edinger  | 360,0 | Heinrich Baumann  | 350,0   | Bohumil Durdis  | 347,5  |
| 75 kg         | Karl Freiberger | 387,5 | Leopold Friedrich | 375,0   | Alberts Ozoliņš | 355,0  |
| 82.5 kg       | Jaroslav Skobla | 387,5 | Sebastian Haberl  | 370,0   | August Böhnel   | 370,0  |
| Oltre 82.5 kg | Franz Aigner    | 420,0 | Josef Leppelt     | 400,0   | Georg Schrammel | 397,5  |

## Medagliere
| Posiz. | Nazione        | Oro | Argento | Bronzo | Totale |
| ------ | -------------- | --- | ------- | ------ | ------ |
| 1      | Austria        | 4   | 4       | 3      | 11     |
| 2      | Cecoslovacchia | 1   | 0       | 1      | 2      |
| 3      | Germania       | 0   | 1       | 0      | 1      |
| 4      | Lettonia       | 0   | 0       | 1      | 1      |
| Totale | Totale         | 5   | 5       | 5      | 15     |